# Around the World (La La La La La)
Pour les articles homonymes, voir Around the World.
Singles de ATC
My Heart Beats Like a Drum (Dum Dum Dum) (2000)

All Around the World est une chanson du groupe dance allemand ATC sortie le 15 février 2000 sous le label Sony BMG. Single extrait de l'album studio Planet Pop, la chanson est une reprise de Pesenka (La La La) (en) du groupe Ruki Vverh (en) dont l'original est sorti en Russie en 1998.

## Historique des versions
- Europe - 15 février 2000
- Monde - 22 mai 2000

## Liste des pistes
CD single
1. "Around the World (La La La La La)" (Radio Edit) – 3:35
2. "Around the World (La La La La La)" (Club Mix) – 5:37

CD maxi-single
1. "Around the World (La La La La La)" (Radio Version) – 3:35
2. "Around the World (La La La La La)" (Alternative Radio Version) – 3:31
3. "Around the World (La La La La La)" (Acoustic Mix) – 3:20
4. "Around the World (La La La La La)" (Rüegsegger#Wittwer Club Mix) – 5:37
5. "World in Motion" (3:31)

12" vinyl
1. "Around the World (La La La La La)" (Album Version) – 3:35
2. "Around the World (La La La La La)" (Rüegsegger#Wittwer Club Mix) – 5:37
3. "Around the World (La La La La La)" (RNT Mix) – 3:08
4. "Around the World (La La La La La)" (Extended Club Mix) – 4:58
5. "Around the World (La La La La La)" (Triage Club Mix) – 5:10
6. "Around the World (La La La La La)" (Acoustic Mix) – 3:20

CD maxi-single (Remixes)
1. "Around the World (La La La La La)" (Rüegsegger#Wittwer Club Mix - Short Version) – 3:44
2. "Around the World (La La La La La)" (RNT Mix) – 3:08
3. "Around the World (La La La La La)" (Extended Club Mix) – 4:58
4. "Around the World (La La La La La)" (Triage Club Mix) – 5:10

## Classements et certifications
| Classement (2000)                                         | Meilleure position |
| --------------------------------------------------------- | ------------------ |
| Australie (ARIA)                                          | 11                 |
| Autriche (Ö3 Austria Top 40)                              | 1                  |
| Belgique (Flandre Ultratop 50 Singles)                    | 10                 |
| Belgique (Wallonie Ultratop 50 Singles)                   | 10                 |
| Canada (Canadian Hot 100)                                 | 10                 |
| Danemark (IFPI)                                           | 2                  |
| Finlande (Suomen virallinen lista)                        | 7                  |
| France (SNEP)                                             | 12                 |
| Allemagne (Media Control AG)                              | 1                  |
| Irlande (IRMA)                                            | 24                 |
| Italie (FIMI)                                             | 16                 |
| Pays-Bas (Nederlandse Top 40)                             | 4                  |
| Suède (Sverigetopplistan)                                 | 8                  |
| Suisse (Schweizer Hitparade)                              | 1                  |
| Royaume-Uni (UK Singles Chart)                            | 15                 |
| États-Unis (Billboard Hot 100)                            | 28                 |
| États-Unis (Billboard Hot Dance Music/Maxi-Singles Sales) | 34                 |
| États-Unis (Billboard Latin Tropical/Salsa Airplay)       | 40                 |
| États-Unis (Mainstream Top 40)                            | 12                 |
| États-Unis (Billboard Rhythmic Top 40)                    | 24                 |

| Classement (2000)                     | Position |
| ------------------------------------- | -------- |
| Autriche Classement single            | 6        |
| Belgique (Flandre) Classement single  | 63       |
| Belgique (Wallonie) Classement single | 73       |
| France Classement single              | 35       |
| Suisse Classement single              | 16       |
| Classement (2001)                     | Position |
| Pays-Bas Top 40                       | 45       |

| Classement (2000-2009)      | Position |
| --------------------------- | -------- |
| Allemagne Classement single | 62       |

| Pays      | Certification | Date            | Ventes  |
| --------- | ------------- | --------------- | ------- |
| Autriche  | Or            | 4 août 2000     | 15,000  |
| France    | Argent        | 5 décembre 2001 | 125,000 |
| Allemagne | Platine       | 2000            | 300,000 |
| Suisse    | Or            | 2000            | 25,000  |

## Reprises
- 2007 : Magic Melody - beFour
- 2013 : La La La –  Dorrough Music feat. Wiz Khalifa
- 2013 : Sing La La La – Carolina Marquez feat. Flo Rida & Dale Saunders
- 2013 : Sing (La La La) – Layla Williams
- 2014 : Pour commencer – Marin Monster feat. Maître Gims
- 2016 : Sweet (La La La) – Sound Of Legend
- 2018 : Tout pour elle – Sadek
- 2019 : All Around The World (La La La) – R3hab
- 2020 : My Head & My Heart -  Ava Max
- 2021 : On va où ? - L'Algérino feat. JUL

## Vidéo musicale
Le clip de "Around the World" a été tourné en août 1999, et une partie a été tournée dans un tunnel piétonnier près du Internationales Congress Centrum Berlin à Berlin.
Une Melkus RS 1000 jaune avec une plaque d'immatriculation bleue contenant le texte "ATC" apparaît dans la vidéo. Elle apparaît à la fois comme une voiture de circuit miniature et comme une originale. On la voit dériver et foncer dans le tunnel. Dans une scène, deux filles sont assises sur le capot pendant qu'elle roule. Entre les plans de la voiture en mouvement, on peut voir les membres du groupe danser dans une petite pièce sur une petite plate-forme entourée d'eau.